# USA's efterretningsfællesskab
USA's efterretningsfællesskab (engelsk: United States Intelligence Community eller ofte blot omtalt IC), er en gruppe af føderale efterretningstjenester og underordnede organisationer, der arbejder både separat og kollektivt for at udføre efterretningsaktiviteter, der understøtter USA's udenrigspolitiske og sikkerhedsinteresser. USA's efterretningsfællesskab omfatter efterretningstjenester, militær efterretningstjeneste og civile efterretnings- og analysekontorer inden for USA's føderale regering (en del af den udøvende magt). USA's efterretningsfællesskab administreres af Office of the Director of National Intelligence (ODNI), der ledes af Director of National Intelligence (DNI), som rapporterer direkte til USA's præsident.
USA's efterretningsfællesskab blev etableret gennem præsidentielt dekret nummer 12333 ("United States Intelligence Activities"), underskrevet den 4. december 1981 af præsident Ronald Reagan. Den lovpligtige definition af USA's efterretningsfællesskab, herunder dets liste over (underordnede) agenturer, blev kodificeret i Intelligence Organization Act of 1992. 
Washington Post rapporterede i 2010, at der var 1.271 statslige organisationer og 1.931 private virksomheder fordelt på 10.000 lokationer i USA, der arbejdede med terrorbekæmpelse, nationalsikkerhed og efterretningstjeneste, og at USA's efterretningsfællesskabet som helhed omfattede 854.000 mennesker med tophemmelige sikkerhedsgodkendelse. Ifølge en ODNI-undersøgelse fra 2008 udgjorde private entreprenører 29% af arbejdsstyrken i USA's efterretningsfællesskab og tegner sig for 49% af deres personalebudgetter.

## Historie
Efter vedtagelsen af Intelligence Reform and Terrorism Prevention Act i 2004 blev rollen som Director of National Intelligence (DNI) oprettet og gjort til leder af USA's efterretningsfællesskab (IC). DNI's primære ansvarsområder blev bestemt til at omfatte:
- udvikler og eksekverer det nationale efterretningsprograms budget;
- fastlægger mål, prioriteter og vejledning for IC; og
- administrerer og lede opgaven med indsamling, analyse, produktion og formidling af national efterretning fra elementer af IC.

Selvom IC karakteriserer sig selv som en føderation mellem sine forskellige medlemsagenturer, er dens overordnede struktur bedre karakteriseret som en konføderation på grund af dens mangel på en veldefineret og samlet ledelsesstruktur. Før 2004 var Director of Central Intelligence (DCI) leder af IC, foruden også at være direktør for CIA. Et væsentligt kritikpunkt af denne struktur var, at DCI havde ringe eller ingen egentlig myndighed og indflydelse over budgetrammerne i de andre IC-agenturer og derfor også havde begrænset indflydelse på deres operationer.
Til trods for sine forpligtelser har DNI ingen beføjelse til at lede og kontrollere nogle andre element af IC end DNI's eget personale (ODNI). DNI har således heller ikke beføjelse til at ansætte eller fyre personale i de forskellige underordnede medlemsagenturer – DNI har kun beføjelser til ansætte og fyre personale i ODNI. De enkelte medlemsagenturer er underlagt deres respektive moderorganisation, herunder deres respektive føderale ministerium/afdeling. I henhold til loven er det kun CIA-direktøren, der rapporterer til DNI.
I lyset af større efterretningsfejl i begyndelsen af 2000'erne, der satte spørgsmålstegn ved, hvor godt efterretningssamfundet sikrede USA's nationale sikkerhed – især problemer identificeret i forbindelse med 9/11-kommissionen (National Commission on Terrorist Attacks Upon the United States) og WMD-kommissionen (Commission on the Intelligence Capabilities of the United States Regarding Weapons of Mass Destruction). DNI's myndigheder og beføjelser, herunder den overordnede organisatoriske struktur af IC, har som følge heraf været genstand for intens debat i USA.

## Liste over medlemsagenturer
| Segl | Organisation                                                    | Moderorganisation                     | Føderal afdeling    | Dato est. |
| ---- | --------------------------------------------------------------- | ------------------------------------- | ------------------- | --------- |
|      | Office of Naval Intelligence (ONI)                              | U.S. Navy                             | Forsvarsministerium | 1882      |
|      | Coast Guard Intelligence (CGI)                                  | U.S. Coast Guard                      | Hjemmeværn          | 1915      |
|      | Bureau of Intelligence and Research (INR)                       | Udenrigsministeriet                   | Udenrigsministeriet | 1945      |
|      | Central Intelligence Agency (CIA)                               | Ingen                                 | Uafhængigt bureau   | 1947      |
|      | Sixteenth Air Force (16 AF) (USAF ISR Enterprise)               | U.S. Air Force                        | Forsvarsministerium | 1948      |
|      | National Security Agency (NSA) / Central Security Service (CSS) | Forsvarsministerium                   | Forsvarsministerium | 1952      |
|      | National Reconnaissance Office (NRO)                            | Forsvarsministerium                   | Forsvarsministerium | 1961      |
|      | Defense Intelligence Agency (DIA)                               | Forsvarsministerium                   | Forsvarsministerium | 1961      |
|      | Military Intelligence Corps (MIC)                               | U.S. Army                             | Forsvarsministerium | 1977      |
|      | Office of Intelligence and Counter Intelligence (OICI)          | Energiministeriet                     | Energiministeriet   | 1977      |
|      | Marine Corps Intelligence (MCI)                                 | U.S. Marine Corps                     | Forsvarsministerium | 1978      |
|      | National Geospatial-Intelligence Agency (NGA)                   | USA's forsvarsministerium             | Forsvarsministerium | 1996      |
|      | Office of Intelligence and Analysis (OIA)                       | Finansministeriet                     | Finansministeriet   | 2004      |
|      | Intelligence Branch (IB)                                        | Federal Bureau of Investigation (FBI) | Justitsministeriet  | 2005      |
|      | Office of National Security Intelligence (ONSI)                 | Drug Enforcement Administration       | Justitsministeriet  | 2006      |
|      | Office of Intelligence and Analysis (I&A)                       | U.S. Department of Homeland Security  | Hjemmeværn          | 2007      |
|      | National Space Intelligence Center (NSIC) (USSF ISR Enterprise) | U.S. Space Force                      | Forsvarsministerium | 2020      |